# Černé klobouky
Kara-kalpakové nebo Černé klobouky, Karakalpak kmen (turecky Karakalpaki boyu, ázerbájdžánsky Qaraqalpaqilər, Qaraqalpaqi Türkləri, rusky Чёрнии клобуки, ukrajinsky Чорні Клобуки) byla skupina polokočovných turkických kmenů, které se usadily v pontských stepích (severně od Černého moře). Zformovaly se z několika kočovných turkických etnik, v jejichž čele stál nejsilnější a nejpočetnější kmen Uzů (Torki). V průběhu 11. - 12. století byly organizovány do pohraničních strážných oddílů (žoldáci) v službě Kyjevské Rusi a Perejaslavského knížectví. V ruských letopisech je najdeme pod názvem „Чёрнии клобуки“. Pod vlivem Rusů opustili „Kara kalpakové“ původní náboženství tengrismu a kočovnictví a přijali křesťanství.

## Původ a jméno

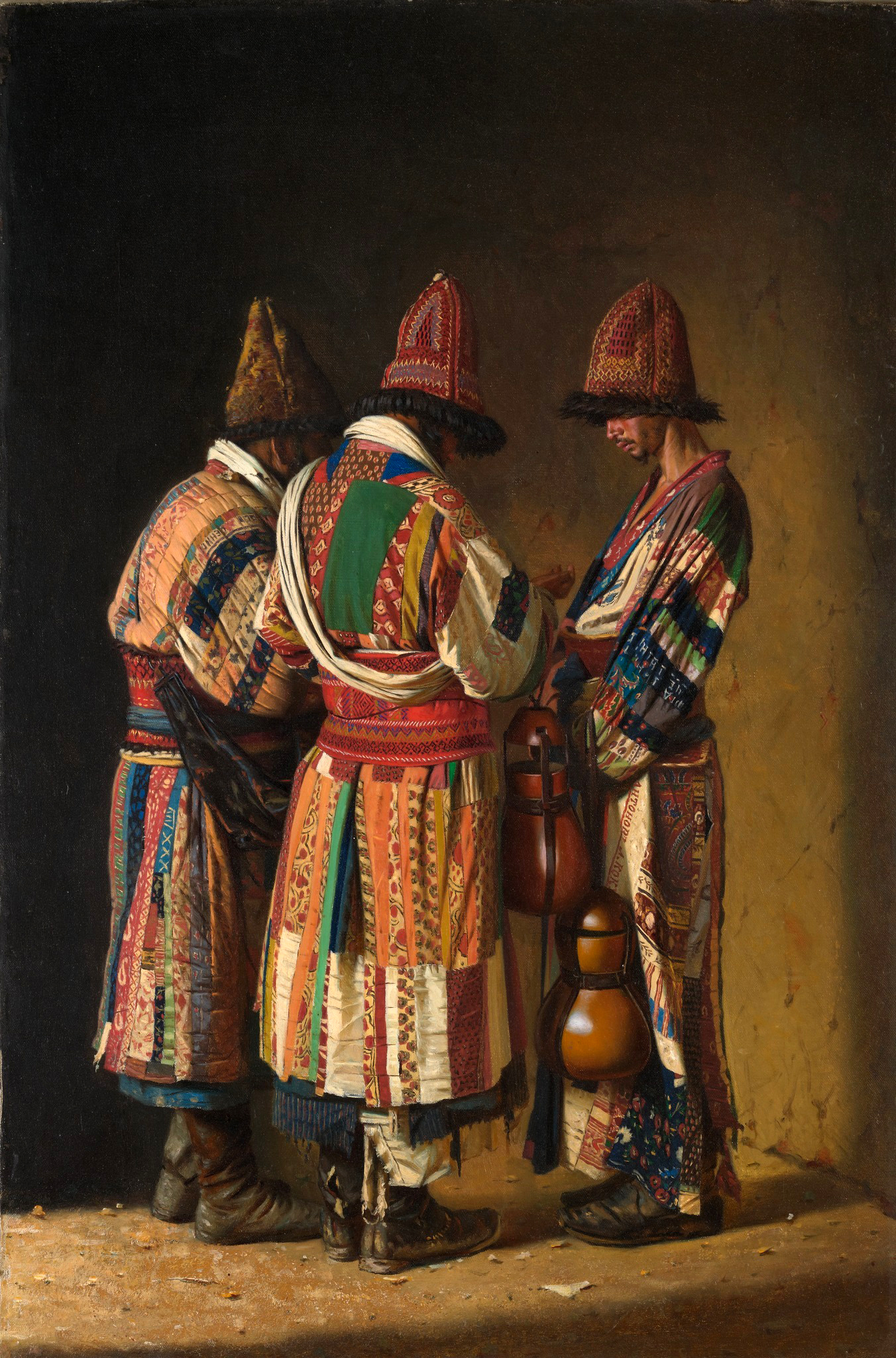
Dervišové v kalpacích

Název „Kara kalpakové“ se poprvé objevil v jediných kronikách Kyjevské Rusi: „Letopisy - Pověst dávných let“ na konci 11. století, ve kterých jsou uváděni jako strážní elementy pod označením „Чёрнии клобуки“. Jejich jméno znamenalo „Černé klobouky“ nebo také „Černé kapuce“ a pravděpodobně bylo spojováno s jejich národním odíváním. Není zcela jasné, jestli „Kara kalpakové“ nějak souvisí s dnešním Karakalpackým národem sídlícím v Uzbekistánu.

### Krátké dějiny
V roce 1054 se poprvé objevili při jižních hranicích ruských knížectví Kumáni a poté, když v roce 1068 porazili syny Jaroslava Moudrého - kyjevského knížete Izjaslava (1054–1068, 1069–1073, a 1076–1078, ), černigovského knížete Svjatoslava (1073–1076) a perejaslavského knížete Vsevoloda (1076–1077, 1078–1093), za několik následujících let zaujali pod svou moc celou stepní oblast od dolního Dunaje až po řeku Irtyš a jezero Balchaš s centrem v povodí Dněpru. Uzové dosáhli Dněpru v roce 1055 odkud v roce 1060 byli Kumány a kyjevskými knížaty zahnáni k západu na útěk. Takto oslabení Uzové se na přelomu let 1064–1065 dostali na byzantské hranice na dolní Dunaji. Podle Michaelose Attaliatese, tak jako předtím v ruských stepích, velkou roli při zdecimování Uzů sehrála studená zima, nakažlivé nemoci a hladomor. Za její oběť padly i ti, kteří se vraceli za Dunaj, a jen málo z nich se před ní zachránilo. Takto zdecimovaní Uzové poté vešli do služeb ruských knížat a usadili se převážně na jih od Kyjevského a Perejaslavského knížectví.
Zde se z několika kočovných turkických etnik zformovali „Kara-kalpakové“, v jejichž čele stál nejsilnější a nejpočetnější kmen Uzů, poté Pečeněhů a méně známých kmenů Berendejů, Kujů, Turpejů a Butů. V období 1060–1140 nebyli formálně organizováni v rámci ruských knížectví, ale byli víceméně kočovnými skupinami, které kooperovaly s tamními knížaty jako jejich spojenci. V různých obdobích jejich bojové oddíly hledaly útočiště v rámci ruských hranic na oplátku za své služby.
Vojenskými vpády Kumánů na území Byzance, Uher a Rusi bylo poznamenáno celé třicetileté období od 1070 do 1100. Kromě toho, tato oblast pořád obsahovala zbytky kočovných elementů Uzů, Pečeněhů, kteří byli poměrně rychle, i když neochotně, začleněni do etnického rámce Kumánů.
Po roce 1140 se vztah „Kara-kalpaků“ s Kyjevskou Rusí vyvinul do formálnějšího systému zahrnujícího jak vazalské, tak i žoldnéřské elementy. Jejich vazalská a ne vždy dokonalá oddanost byla víceméně vůči funkci knížete, než k jeho konkrétní osobě. Zároveň však existovala také nezávislá nomádská seskupení Uzů, Pečeněhů a Berendejů sloužící u Rusů jako žoldnéři. Mnoho z těchto kmenů „Kara-kalpaků“ se stalo usedlými a městsky založenými. Usadili se jihozápadně od Kyjeva, zakládajíce vesnice s tureckými názvy. Z politického hlediska měli „Kara-kalpakové“ pro Kyjevskou Rus velkou hodnotou. Spolu s bojary rozhodovali při výběru nových vládců Kyjevské Rusi. V roce 1240 před obležením Kyjeva byly poslední zbytky těchto kmenů rozdrceny Mongoly. Podle archeologických údajů, po mongolském dobytí byla část „Kara-kalpaků“ přesunuta do Povolží a Moldávie a následně zahrnuta do vojenské a aristokratické struktury Ulusu Džuči (Kypčacký chanát čili Zlatá horda). Nicméně, polousedlá a usedlá část „Kara-kalpaků“ zůstala v oblasti Porossja a časem byla asimilována místním slovanským obyvatelstvem.

## Toponyma
Toponymickou stopu po jejich přítomnosti na ruském území zachovávají místní názvy jako Torčesk (město Torků), či Čurnaj nebo Kuľdur, což jsou jména jejich náčelníků, a dále Karabačin v Žytomyrské oblasti. Existuje také teorie, která spojuje původ Gagauzů s kmenem „Kara-kalpaků“. Toponymie se odráží také u části místního slovanského obyvatelstva Ukrajiny.